# Vahase
Vahase är en ö i Ösels kommun och landskap (Saaremaa) i västra Estland. Den ligger strax väster om Abrö, söder om Ösels sydkust och 200 km sydväst om huvudstaden Tallinn. Öns storlek är 0,72 kvadratkilometer och dess högsta punkt ligger fyra meter ovan havsnivån.
Det finns en gård på öns norra del och på dess södra står en fyr. Sundet Vahase silm som skiljer ön från Abrö är omkring 200 meter brett och så grunt att man kan vada över det.